# Lov om kulturminner
Lov om kulturminner («kulturminneloven») er en norsk lov fra 1978 som skal beskytte  norske kulturminder og kulturmiljøer, dvs. genstande eller områder som har kulturhistorisk eller arkitektonisk værdi.
- §9 Ved planlegning af offentlige og større private tiltag forpligter den ansvarlige leder eller det ansvarlige forvaltningsorgan sig til at  undersøge om tiltaget vil indvirke på automatisk fredede kulturminder på en måde som nævnt i §3 første led, jfr. §8 første led (...)

- §10 Udgifter til særskilt undersøgelse af automatisk fredede kulturminder eller særskilte tiltag for at beskýtte dem på grund av tiltag som nævnt i §§8 og 9 bæres af tiltagshaveren (...)

Efter loven er alle fredede kulturminder af national værdi og skal som  udgangspunkt reguleres i forhold til Plan- og bygningsloven med formålet bevaring. Indgreb i sådanne kulturminder tillades kun, hvor bevaring vil medføre så store negative konsekvenser, at det ikke står i rimeligt forhold til kulturmindernes bevaring. Det er Riksantikvaren som eventuelt giver tilladelse til indgreb. 

## Eksterne kilder og henvisninger
- Lov om kulturminner på Lovdata